# Superliga Brasileira de Voleibol Feminino de 1995–96
A Superliga Brasileira de Voleibol Feminino de 1995-96 foi a segunda com esta nomenclatura do Campeonato Brasileiro de Voleibol na variante feminina, e sendo realizado a partir do final de 1995 até 17 de março de 1996 por dez equipes representando quatro estados.

## Equipes participantes
As dez equipes que participaram desta edição foramː
 Datasul/31 de Julho, Joinville/SC

 Botafogo/Cell Center, Rio de Janeiro/RJ

 BCN Guarujá, Guarujá/SP

 Banco Bandeirantes/Minas, Belo Horizonte/MG

 Tensor/Pinheiros, São Paulo/SP

 Transmontano/JC Amaral/Recra, Ribeirão Preto/SP

 Cepacol/São Caetano, São Caetano do Sul/SP

 Leite Moça, Sorocaba/SP

 Teuto/Vila Rica, Belo Horizonte/MG

 Sollo/Tietê, Tietê/SP

## Regulamento
- Fase Classificatória:A primeira fase da Superliga foi realizada com a participação de dez equipes. A competição foi dividida em duas fases. Na primeira, as equipes jogaram entre si, em turno e returno, realizando 18 partidas cada uma.

- Playoffs:As oito melhores colocadas avançaram às quartas-de-final (melhor de três jogos), obedecendo ao seguinte cruzamento: 1º x 8º, 2º x 7º, 3º x 6º e 4º x 5º, em playoffs melhor de três jogos.

As quatro equipes vencedoras avançaram às semifinais (melhor de cinco jogos), respeitando o seguinte critério: o vencedor do jogo entre o 1º e o 8º enfrentará o do jogo entre o 4º e o 5º, e o ganhador da partida entre o 2º e o 7º terá pela frente o do confronto entre o 3º e o 6º. Os dois times vencedores disputaram o título na final, também em uma série melhor de cinco jogos.

## Final

### Primeira partida
| 10 de março de 1996 15ː30 Relatório TV Manchete | Leite Moça | 3 — 0             | BCN Guarujá | Ginásio Municipal Gualberto Moreira, Sorocaba |
| 10 de março de 1996 15ː30 Relatório TV Manchete | 16 15      | Set 1 Set 2 Set 3 | 14 9        | Ginásio Municipal Gualberto Moreira, Sorocaba |

### Segunda partida
| 14 de março de 1996 20ː30 Relatório | BCN Guarujá   | 2 — 3                         | Leite Moça | Ginásio Municipal Guaibê, Guarujá |
| 14 de março de 1996 20ː30 Relatório | 15 17 6 11 17 | Set 1 Set 2 Set 3 Set 4 Set 5 | 10 15 19   | Ginásio Municipal Guaibê, Guarujá |

### Terceira partida
| 17 de março de 1996 15ː30 Relatório TV Manchete | Leite Moça | 3 — 0             | BCN Guarujá | Ginásio Municipal Gualberto Moreira, Sorocaba |
| 17 de março de 1996 15ː30 Relatório TV Manchete | 15         | Set 1 Set 2 Set 3 | 10 9        | Ginásio Municipal Gualberto Moreira, Sorocaba |